# Kallrasjön
Kallrasjön är en sjö i Örkelljunga kommun i Skåne och ingår i Stensåns huvudavrinningsområde. Sjön har en area på 0,0748 kvadratkilometer och ligger 115 meter över havet.

## Delavrinningsområde
Kallrasjön ingår i det delavrinningsområde (625099-135338) som SMHI kallar för Utloppet av Kallrasjön. Medelhöjden är 122 meter över havet och ytan är 0,88 kvadratkilometer. Det finns inga avrinningsområden uppströms utan avrinningsområdet är högsta punkten. Vattendraget som avvattnar avrinningsområdet har biflödesordning 2, vilket innebär att vattnet flödar genom totalt 2 vattendrag innan det når havet efter 47 kilometer. Avrinningsområdet består mestadels av skog (82 procent). Avrinningsområdet har 0,07 kvadratkilometer vattenytor vilket ger det en sjöprocent på 8,1 procent.